# Adelaida O'Dena de Estrada
Adelaida O'Dena de Estrada (Madrid, ca. 1823 - 1853), signant com Adelaida O-Dena, va ser una pintora espanyola.
Filla d'Antonio O'Dena, coronel d'infanteria i arxiver general del ministeri de la Guerra. Formà part d'una generació de dones pintores, sempre burgeses, que van començar copiant als grans mestres. Des de 1844 consta com a «copiadora» del Museu de Prado, on va signar moltes còpies, moltes vegades juntament amb el seu germà Elías. El 1844 va ser protagonista d'un incident arran de la publicació a diversos diaris de la seva participació a la secció de pintura de la Revista Semanal, cosa que va provocar que el seu pare publiqués a la Gaceta de Madrid que la redactora no era la seva filla, probablement perquè considerava la feina impròpia per a ella.
Va ser membre del Liceu Artístic i Literari de Madrid, del qual eren socis també el seu pare i el seu espòs. Va participar en les exposicions públiques d'aquesta entitat, celebrades entre 1846 i 1849, així com les celebrades anteriorment per la Reial Acadèmia de Belles Arts de Sant Ferran. El 1846 va presentar Eliezer i Rebeca i una Concepció, però també en altres certàmens va presentar nombrosos retrats, gerros de flors i les còpies de quadres del Museu del Prado. Va ser autora també de diversos treballs literaris apareguts a diverses publicacions. Autors com José Zorrilla o María Mendoza de Vives van dedicar-li composicions poètiques.
En l'àmbit personal, es va casar amb l'empresari català Víctor de Compte Ferran.